# Sledge Hammer!
Sledge Hammer! (zu deutsch: Vorschlaghammer) ist eine US-amerikanische Fernsehserie aus den 1980er Jahren. Das Konzept der Krimi-Parodie mit jeweils 25-minütigen Folgen stammt von Alan Spencer. Hauptfigur ist der gleichnamige Polizist Sledge Hammer (eine Anspielung auf die Romanfigur Mike Hammer von Mickey Spillane). Berühmtestes Zitat der Sledge-Hammer-Figur ist der Satz: Vertrauen Sie mir – ich weiß, was ich tue! (engl. Original: Trust me. I know what I’m doing.).
Die Serie polarisiert mit vordergründig unreflektierter Gewaltdarstellung, lebt ansonsten von Situationskomik und Slapstick. In verschiedenen Folgen sorgen Anleihen aus bekannten Filmen wie RoboCop, Kampfstern Galactica, Crocodile Dundee – Ein Krokodil zum Küssen oder Der einzige Zeuge immer wieder für neue Wendungen und Komik.

## Handlung
Sledge Hammer arbeitet für die Mordkommission der Polizei von San Francisco. Die Figur Hammer ist eine Anlehnung an den Film Dirty Harry mit Clint Eastwood, in dem ein Polizist Selbstjustiz übt. Dieser inspirierte auch die meisten anderen Polizei- und Detektivserien der Zeit, die somit ebenfalls parodiert werden.
Verkörpert wird die Figur von David Rasche. Sledge Hammer ist begeistert von Gewalt und Waffen, weswegen er auch eine besondere Beziehung zu seiner .44er Magnum namens „Susi“ (im Original hat der Revolver Smith & Wesson Model 629 keinen Namen, dieser ist lediglich eine Erfindung der deutschen Synchronisation) unterhält. Sledge Hammer versucht jedes Problem mit Gewalt zu lösen und bedroht oder schüchtert ständig seine Gegenüber ein. Er benutzt eine martialische Sprache und wird auch gegenüber Verhafteten handgreiflich.
Zu Beginn der Serie bekommt er Detective Dori Doreau als Partner zur Seite gestellt, die einerseits als Stimme der Vernunft fungiert, als auch als eine Art Aufpasser für Hammer, damit dieser möglichst wenig Schaden anrichtet. Dori Doreau ist das Idealbild eines Polizisten, hält sich an die Vorschriften, ist intelligent, empathisch und im Kampf ausgebildet.
Ihr cholerischer Chef Captain Trunk wird immer wieder Opfer von Missgeschicken, die Hammer im Büro unterlaufen oder muss öffentliche Beschwerden über Hammers Vorgehensweise abwehren. Typischerweise brüllt er Hammers Namen durch das Polizeirevier oder ermahnt ihn mit lauter Stimme dazu, sich vorschriftsmäßig zu verhalten.

## Besetzung
- Inspector Sledge Hammer (David Rasche) ist der Protagonist der Serie. Er wurde in Passaic, New Jersey geboren; seine Eltern, Jack und Armande Hammer, zogen ihn weitgehend auf Rummelplätzen auf. Er war mit einer ehemaligen Mitschülerin verheiratet, ist aber geschieden und lässt kein gutes Haar an seiner Ex-Frau. Seinen Smith and Wesson .44 Magnum Revolver in Stainless-Steel nennt er „Susi“ und führt oft Selbstgespräche mit ihm. Er bekam den Revolver von seinem Vater, der ihn jahrzehntelang nutzte. Sledge Hammer fährt einen alten, mit Dellen und Einschusslöchern gespickten Dodge St. Regis. Er ist Nihilist und liebt Gewalt und Waffen. Der Aufkleber des Wagens, „I ♥ VIOLENCE“ („Ich liebe Gewalt“), verdeutlicht seine Haltung. Dori ist der einzige Mensch, den er als Partner akzeptiert. Sein Lieblingsfilm ist allerdings nicht wie zu erwarten Dirty Harry, denn Sledge hält den Film für „zu gewalttätig“. Auffällig ist außerdem sein unpassender Bekleidungsstil: Er trägt in der Regel eine Kombination aus gestreiften Hemden, geblümten Krawatten und karierten Sakkos. Er trinkt so gut wie nie Alkohol und schläft mit seiner Waffe.
- Detective Dori Doreau (Anne-Marie Martin) ist Sledges Partnerin, die Vernunftbegabte in Sledges Team. Sie ist eine Computer- und Karatespezialistin, kann sehr gut mit Waffen umgehen und ist weitgehend der einzige Mensch, den Sledge respektiert. Sie und Sledge verbringen manchmal ihre Freizeit miteinander, fuhren sogar einmal zusammen in den Urlaub. Doreau ist überzeugt, dass auch in Sledge eine liebenswerte Person steckt. Sie gilt als diplomatisch, greift nur wenn nötig zur Waffe, ganz im Gegensatz zu Sledge.
- Captain Trunk (Harrison Page) ist der cholerische Chef von Sledge und Dori. Er schreit oftmals lauthals in der Polizeizentrale herum, weil Sledge ihn immer und immer wieder mit seiner Art aufregt. Schon sein Vater und sein Großvater waren Captains der Polizei. Er liebt Kaffee und Zigarren und verabscheut Sledge Hammers Methoden. Er leidet an extrem hohem Blutdruck, für den er Sledge verantwortlich macht.

## Synchronisation
Die deutsche Synchronisation entstand im Auftrag der Deutsche Synchron Filmgesellschaft mbH & Co. Karlheinz Brunnemann Produktions KG in Berlin-Tempelhof, für die Dialogregie und das deutschsprachige Dialogbuch war Michael Nowka verantwortlich.
| Rolle         | Darsteller        | Sprecher                 |
| ------------- | ----------------- | ------------------------ |
| Sledge Hammer | David Rasche      | Hans-Jürgen Dittberner   |
| Dori Doreau   | Anne-Marie Martin | Karin Buchholz           |
| Captain Trunk | Harrison Page     | Engelbert von Nordhausen |

## Episodenliste

### Staffel 1 (1986–1987)
| Nr. | Originaltitel                   | Deutscher Titel               | Erstausstrahlung   | Besonderheiten | Inhalt |
| --- | ------------------------------- | ----------------------------- | ------------------ | --- | --- |
| 1   | Under the Gun                   | Ein perfektes Team            | 23. September 1986 | John Vernon tritt, wie in Dirty Harry, als Bürgermeister auf.                                                                            | Die Tochter des Bürgermeisters ist entführt worden. Der suspendierte Sledge Hammer soll die Ermittlungen übernehmen, allerdings wird ihm eine Partnerin zugeteilt: Dori Doreau. |
| 2   | Hammer Gets Nailed              | Heuern und feuern             | 26. September 1986 | | Die Polizei hat einen schlechten Ruf. Daher will ein TV-Reporter einen Bericht machen. Leider wird er Hammer zur Seite gestellt.                                                |
| 3   | Witless                         | Fromm und keusch              | 3. Oktober 1986    | Parodie von „Der einzige Zeuge“ | Die Mafia hat ein Kopfgeld von 1 Mio. Dollar auf Hammer ausgesetzt, der nun in einem friedlichen Mennoniten-Dorf untertauchen will.                                             |
| 4   | They Shoot Hammers, Don't They? | Showdown für Hammer           | 17. Oktober 1986   | Jonathan Brandis spielt den jungen Sledge Hammer in einer Rückblende.                                                                    | Ein ehemaliger Freund Hammers schwört ihm Todrache. Und er ist ein noch besserer Schütze als Hammer.                                                                            |
| 5   | Dori Day Afternoon              | Guten Flug                    | 24. Oktober 1986   | | Sledge und Dori werden bei einem Banküberfall als Geiseln genommen. Weil Sledge nur noch eine Kugel hat, müssen sie sich etwas überlegen.                                       |
| 6   | To Sledge, with Love            | Bambule an der Schule         | 31. Oktober 1986   | | An einer High school herrschen Terror und Gewalt. Inspektor Hammer stellt sehr schnell wieder Ordnung her und bringt außerdem eine Autoschieberbande zur Strecke.               |
| 7   | All Shook Up                    | Jailhouse Rock                | 6. November 1986   | Die beiden Titel beziehen sich auf gleichnamige Elvis-Songs.                                                                             | Ein Serienkiller ermordet Elvis-Imitatoren. Auf der Jagd ermittelt Hammer undercover.                                                                                           |
| 8   | Over My Dead Bodyguard          | In Hammers Obhut              | 13. November 1986  | | Weil sein Vorgesetzter, Captain Trunk, bedroht wird, soll Hammer als Bodyguard dienen. Von wem droht Trunk jetzt die größere Gefahr?                                            |
| 9   | Magnum Farce                    | Selbstjustiz                  | 22. November 1986  | Eine Persiflage auf Calahan. | Irgendjemand ermordet entlassene Kriminelle. Obwohl Hammer das eigentlich gutheißt, muss er der Spur folgen.                                                                    |
| 10  | If I Had a Little Hammer        | Der Babyhandel                | 29. November 1986  | Der englische Titel ist dem Lied von Pete Seeger entlehnt.                                                                               | Nach der Entführung von zahlreichen Säuglingen ermitteln Hammer und Doreau, und geben sich als potentielle Eltern aus.                                                          |
| 11  | To Live and Die on TV           | Die Eine-Million-Dollar-Frage | 13. Dezember 1986  | | Immer wieder versterben Teilnehmer einer Quizshow kurz vor dem großen Gewinn. Zeit für Hammer, sich als Kandidat vorzustellen.                                                  |
| 12  | Miss of the Spider Woman        | Countdown für Hammer          | 20. Dezember 1986  | | Sledge Hammer wird verwechselt und aus Versehen vergiftet. Es bleiben nur Stunden, um den Täter und das Gegengift zu finden.                                                    |
| 13  | The Old Man and the Sledge      | Von altem Schrot und Korn     | 3. Januar 1987     | | Sledge' ehemaliges Vorbild als Polizist soll ins Altersheim. Bevor es dazu kommt, will er ihn noch einmal in Aktion sehen.                                                      |
| 14  | State of Sledge                 | Die Teufel kommen             | 10. Januar 1987    | Anleihen aus dem Film Die City-Cobra | Hammer sperrt das Mitglied einer Gang ein, während fast alle Polizisten unterwegs sind. So stürmt die Gang das Polizeirevier.                                                   |
| 15  | Haven't Gun, Will Travel        | Geliebte Susi                 | 17. Januar 1987    | Der englische Titel spielt aufHave Gun – Will Travel an.                                                                                 | Um Hammers Willen zu zerstören, stehlen Gangster seine Magnum „Susi“. Ohne seinen Revolver ist er weder ein ganzer Polizist noch ein Mann.                                      |
| 16  | The Color of Hammer             | Voll getroffen                | 24. Januar 1987    | Bondgirl Martine Beswick in einer Gastrolle.                                                                                             | Hammers liebster Richter fällt auf einmal weiche Urteile. Der Sache will er auf den Grund gehen.                                                                                |
| 17  | Brother, Can You Spare a Crime? | Bruderherz                    | 31. Januar 1987    | | Hat Hammer einen unehelichen Bruder? Das behauptet jedenfalls jener, und er ist gänzlich anders als Sledge.                                                                     |
| 18  | Desperately Seeking Dori        | Stereohammer                  | 7. Februar 1987    | Der englische Titel spielt auf Susan … verzweifelt gesucht an.                                                                           | Nach einem Unfall verhält und kleidet sich Doreau wie Hammer, und ist genauso schießwütig! Zum Entsetzen von Captain Trunk.                                                     |
| 19  | Sledgepoo                       | Waschen – Klauen – Fönen      | 14. Februar 1987   | | Alle Opfer einer Einbrecherbande haben eines gemeinsam: den Friseur. Somit schleicht sich Hammer dort undercover ein.                                                           |
| 20  | Comrade Hammer                  | Genosse Hammer                | 21. Februar 1987   | Maisfeldszene aus dem Film Der unsichtbare Dritte wird zu Anfang persifliert, und ein Hitchcock-Double läuft daraufhin an Hammer vorbei. | Ein russischer Wissenschaftler will überlaufen. Hammer soll ihn zu seiner Aussage begleiten.                                                                                    |
| 21  | Jagged Sledge                   | Der Justizhammer              | 21. April 1987     | | Inspektor Hammer wird des Mordes an einem Verbrecher angeklagt. Dummerweise will er sich vor Gericht selbst verteidigen.                                                        |
| 22  | The Spa Who Loved Me            | Ende gut, gar nichts gut!     | 28. April 1987     | Der englische Titel ist eine Verballhornung des 10. James-Bond-Film-Titels.                                                              | Bikini-Mädchen überfallen einen Armee-Truck und stehlen eine Atombombe. Klingt nach einem normalen Fall für Sledge Hammer.                                                      |

### Staffel 2 (1987–1988)
| Nr. | Originaltitel                                    | Deutscher Titel            | Erstausstrahlung   | Besonderheiten | Inhalt |
| --- | ------------------------------------------------ | -------------------------- | ------------------ | --- | --- |
| 1   | A Clockwork Hammer                               | Die roten Schuhe           | 17. September 1987 | Der englische Titel ist dem Film Uhrwerk Orange (A Clockwork Orange) entlehnt. Enthält Anspielungen auf den Film Ipcress – streng geheim sowie die Serie Max Headroom.                                                                                       | Ein Kollege Hammers dreht wegen Gehirnmanipulation vor Gericht durch. Als Hammer an seiner Stelle aussagen soll, versucht man dies auch an ihm. |
| 2   | Big Nazi on Campus                               | Nazis an der Uni           | 24. September 1987 | | Eine Studentin wird tot aufgefunden. Hammer und Doreau finden heraus, dass sie ihr Studium mit Nazi-Gold finanziert hat.                        |
| 3   | Play It Again, Sledge                            | Besuch aus alten Tagen     | 1. Oktober 1987    | Eine Hommage an die Bogart-Filme mit Humphrey-Bogart-Double Robert Sacchi. | Wegen Sledge' Methoden werden er und Dori für sechs Monate suspendiert. So gründen beide ein Detektivbüro.                                      |
| 4   | Wild About Hammer                                | Tödliche Gefühle           | 8. Oktober 1987    | | Eine Polizistin verliebt sich in Hammer und will ihn verführen. Da dieser nicht darauf eingeht, zeigt sie ihn an.                               |
| 5   | The Death of a Few Salesmen                      | Einen Skalp gerettet       | 15. Oktober 1987   | Hammer tritt in seiner Tarnung als Crocodile-Dundee-Verschnitt auf. | Als sechs reiche Autohändler sterben, mimt Hammer den australischen Milliardär „Crocodile Bruce“, um die Mörderin anzulocken.                   |
| 6   | Vertical                                         | Von oben betrachtet        | 29. Oktober 1987   | Anleihen an den Hitchcock-Thriller Vertigo. | Anstatt einen Psychologen zu konsultieren, will sich Hammer selbst von Höhenangst therapieren. Prompt verliert er eine wichtige Zeugin.         |
| 7   | Dressed to Call                                  | Ratschläge für die Frau    | 5. November 1987   | Der englische Titel leitet sich vom Thriller Dressed to Kill ab. | Eine Radiomoderatorin wird während ihrer Sendungen bedroht. Hammer und Doreau ermitteln.                                                        |
| 8   | Hammer Hits the Rock (a.k.a. Sledge on the Rock) | Mini-Papillon              | 12. November 1987  | Der deutsche Titel und einige Dialoge nehmen Anleihen an den Film Papillon. Der englische Titel spielt auf den Spitznamen von Alcatraz an. Bill Bixby in einer Gastrolle.                                                                                    | Das FBI schleust Hammer in den Knast ein. Er soll einem Gangsterboss zur Flucht verhelfen.                                                      |
| 9   | Last of the Red Hot Vampires                     | Hammer in Transsylvanien   | 19. November 1987  | Hommage an die Filme der Hammer Studios. Regisseur des Vampirfilmes ist Steven Spielmann, der auch optisch eine Anspielung auf Steven Spielberg ist. Der Name des Vampirdarstellers ist Vincent Lagarski, eine Anspielung auf Vincent Price und Bela Lugosi. | Die Beteiligten eines Horrorfilms versterben nach und nach. Liegt ein Fluch auf der Produktion? Hammer glaubt nicht daran.                      |
| 10  | Hammeroid                                        | Ferngesteuert              | 26. November 1987  | Persiflage auf den Film RoboCop. Mit dem späteren Star-Trek-Star Armin Shimerman. | Ein Android begeht Diebstähle und verletzt Hammer schwer, der daraufhin in den Polizei-Cyborg „Hammeroid“ umgewandelt wird.                     |
| 11  | Sledge in Toyland                                | Ausgespielt                | 3. Dezember 1987   | Einer der Spielzeughersteller heißt „Goldfunger“, eine klare Anspielung auf James Bond 007 – Goldfinger | Der Chef einer Spielzeugfirma wird von einem Modell-Panzer erschossen. Schon bald steht auch Hammer mörderischem Spielzeug gegenüber.           |
| 12  | Icebreaker                                       | Der Eisbrecher             | 10. Dezember 1987  | Sänger Adam Ant in einer Gastrolle. | Dori und Sledge werden von einem Interpol-Agenten um Hilfe gebeten. Doch als der mit Doreau flirtet, ahnt Hammer Böses.                         |
| 13  | They Call Me Mr. Trunk                           | Hoher Blutdruck            | 17. Dezember 1987  | | Das Militär warnt vor einem Spion mit einem tödlichen Virus. Ausgerechnet den schleift Hammer durch das ganze Revier.                           |
| 14  | Model Dearest                                    | Das Lieblingsmodell        | 7. Januar 1988     | | Doreau ist undercover in einer Modellagentur. Hammer passt es gar nicht, dass seine Kollegin so weiblich ist.                                   |
| 15  | Sledge, Rattle & Roll                            | Hammers Rock 'n' Roll      | 15. Januar 1988    | | Ein Rockstar wird in seiner Limousine erschossen und Hammer muss ermitteln, auch wenn er Rock'n'roll hasst.                                     |
| 16  | Suppose They Gave a War & Sledge Came?           | Kriegsspiele               | 22. Januar 1988    | Der englische Titel bezieht sich auf das Sprichwort von Carl Sandburg „Sometime they'll give a war and nobody will come“. | Bei einem Firmen-Paintball-Spiel fliegen auch echte Kugeln. Hammer soll den Mörder finden, doch nahezu jeder ist verdächtig.                    |
| 17  | The Secret of My Excess                          | Behämmert                  | 29. Januar 1988    | Der englische Titel bezieht sich auf den Michael-J.-Fox-Film Das Geheimnis meines Erfolges. | Hammer bekommt einen Auftrag vom Gouverneur. Doch der ist so geheim, dass niemand davon wissen darf.                                            |
| 18  | It Happened What Night?                          | K.O. in der Hochzeitsnacht | 5. Februar 1988    | | Ein Freund von Captain Trunk fordert Sledge und Dori für eine verdeckte Ermittlung an. Kurz darauf sind drei Männer tot und die beiden im Bett. |
| 19  | Here's to You, Mrs. Hammer                       | Ein Bund für's Leben       | 12. Februar 1988   | | Hammer trifft seinen besten Freund aus der Kindheit. Dummerweise ist der jetzt Anwalt – und will Sledge's Ex-Frau heiraten.                     |

## Sonstiges
Nachdem die erste Staffel 1986 im US-amerikanischen Fernsehen gesendet worden war, war zunächst keine zweite Staffel vorgesehen. Dementsprechend endete die erste Staffel mit dem Versuch Hammers, einen Atomsprengkopf zu entschärfen, wobei er die ganze Stadt zerstört. Überraschenderweise wurde doch eine weitere Staffel in Auftrag gegeben. Zu Beginn der ersten Folge der zweiten Staffel wird eine Tafel mit folgendem Text eingeblendet: „The following season of Sledge Hammer! takes place five years before that nuclear explosion. Thank you.“ (In der deutschen Synchronfassung wurde die Tafel mit den Worten „Die folgende Staffel von Sledge Hammer! fand fünf Jahre vor der Atomexplosion statt. Herzlichen Dank.“ von einem Off-Sprecher übersetzt), unter dem Titel wird der Zusatz „The early years“ eingeblendet.
Während der deutschen Erstausstrahlung Januar bis Mai 1988 (erste Staffel) und Juni bis Oktober 1989 (zweite Staffel), und auch bei späteren Wiederholungen (bis 1993) wurde die Serie von RTLplus als Der Hammer angekündigt, obwohl im Vorspann der Titel nicht abgeändert wurde. Seit 1993, ab den Wiederholungen bei VOX – und später auch bei RTL, Super RTL und B.TV – wird der Originaltitel der Serie verwendet.
Bill Bixby, der Darsteller des Dr. David Bruce Banner in der 1970er-Jahre-Fernsehserie Der unglaubliche Hulk, führte bei acht Folgen Regie. In einer der Folgen, Hammers Rock ’n’ Roll, hat er auch einen Cameo-Auftritt.
In der Folge „Eisbrecher“ (original: „Icebreaker“ 1987), in der Bixby ebenfalls Regie führte, spielte der als Musiker besser bekannte Adam Ant die namensgebende Rolle.
In den ersten drei deutsch synchronisierten Folgen der ersten Staffel wird der Satz „Trust me. I know what I’m doing.“ im Vorspann noch mit „Vertrauen Sie mir – ich weiß, was ich mache!“ übersetzt. Außerdem wird der Schuss im Pilotfilm nicht mit „Autsch!“, sondern mit „Nein!“ kommentiert.
Der Literaturkritiker Denis Scheck zitiert den Satz „Vertrauen Sie mir, ich weiß, was ich tue“ als wiederkehrendes Element in der ARD-Sendung „Druckfrisch“.

## Medien

### DVD-Veröffentlichung
Die erste Staffel erschien in Deutschland am 2. Mai 2005 auf DVD, die zweite Staffel am 24. Juni desselben Jahres. Bei beiden Staffeln wurde der laugh track, der vom Sender ABC damals vorgeschrieben wurde, entfernt. Als Bonus enthält die Box zur ersten Staffel den ungeschnittenen Pilotfilm, die Box zur zweiten Staffel den Spielfilm Double Cop, der ein Zusammenschnitt der Folgen Ein perfektes Team, Guten Flug und Die Teufel kommen ist.
Ende Oktober 2009 erschien eine DVD-Box, welche alle Folgen enthält.

### Comic
1988 brachte Marvel Comics zwei Folgen von Sledge-Hammer!-Comics heraus, in denen auch Spider-Man auftaucht.